# Powiat Weißenburg-Gunzenhausen
Powiat Weißenburg-Gunzenhausen (niem. Landkreis Weißenburg-Gunzenhausen) – powiat w Niemczech, w kraju związkowym Bawaria, w rejencji Środkowa Frankonia, w regionie Westmittelfranken.
Siedzibą powiatu Weißenburg-Gunzenhausen jest miasto Weißenburg in Bayern.

## Podział administracyjny
W skład powiatu Weißenburg-Gunzenhausen wchodzi:
- pięć gmin miejskich (Stadt)
- sześć gmin targowych (Markt)
- 16 gmin wiejskich (Gemeinde)
- pięć wspólnot administracyjnych (Verwaltungsgemeinschaft)

Miasta:
| Lp. | Nazwa miasta         | Ludność (31.12.2012) | Powierzchnia km² |
| --- | -------------------- | -------------------- | ---------------- |
| 1   | Ellingen             | 3654                 | 31,25            |
| 2   | Gunzenhausen         | 16171                | 82,73            |
| 3   | Pappenheim           | 4010                 | 64,32            |
| 4   | Treuchtlingen        | 12496                | 103,00           |
| 5   | Weißenburg in Bayern | 17.689               | 97,55            |

Gminy targowe:
| Lp. | Nazwa gminy targowej | Ludność (31.12.2012) | Powierzchnia km² |
| --- | -------------------- | -------------------- | ---------------- |
| 1   | Absberg              | 1288                 | 18,99            |
| 2   | Gnotzheim            | 836                  | 12,48            |
| 3   | Heidenheim           | 2580                 | 52,29            |
| 4   | Markt Berolzheim     | 1302                 | 14,52            |
| 5   | Nennslingen          | 1371                 | 21,97            |
| 6   | Pleinfeld            | 7400                 | 72,22            |

Gminy wiejskie:
| Lp. | Nazwa gminy   | Ludność (31.12.2012) | Powierzchnia km² |
| --- | ------------- | -------------------- | ---------------- |
| 1   | Alesheim      | 968                  | 20,45            |
| 2   | Bergen        | 1135                 | 19,91            |
| 3   | Burgsalach    | 1146                 | 19,31            |
| 4   | Dittenheim    | 1749                 | 29,34            |
| 5   | Ettenstatt    | 843                  | 15,84            |
| 6   | Haundorf      | 2633                 | 51,34            |
| 7   | Höttingen     | 1135                 | 19,26            |
| 8   | Langenaltheim | 2212                 | 39,05            |
| 9   | Meinheim      | 854                  | 16,36            |
| 10  | Muhr am See   | 2182                 | 10,95            |
| 11  | Pfofeld       | 1489                 | 23,88            |
| 12  | Polsingen     | 1853                 | 33,87            |
| 13  | Raitenbuch    | 1174                 | 38,20            |
| 14  | Solnhofen     | 1709                 | 13,50            |
| 15  | Theilenhofen  | 1140                 | 20,32            |
| 16  | Westheim      | 1168                 | 28,32            |

Wspólnoty administracyjne:
| Lp. | Nazwa wspólnoty administracyjnej | Ludność (31.12.2012) | Powierzchnia km² | Liczba gmin |
| --- | -------------------------------- | -------------------- | ---------------- | ----------- |
| 1   | Altmühltal                       | 4873                 | 88,66            | 4           |
| 2   | Ellingen                         | 5632                 | 66,35            | 3           |
| 3   | Gunzenhausen                     | 6550                 | 114,53           | 4           |
| 4   | Hahnenkamm                       | 4584                 | 93,10            | 3           |
| 5   | Nennslingen                      | 4826                 | 99,40            | 4           |